# Méry-sur-Cher
Méry-sur-Cher – miejscowość i gmina we Francji, w Regionie Centralnym, w departamencie Cher.
Według danych na rok 1990 gminę zamieszkiwało 601 osób, a gęstość zaludnienia wynosiła 29 osób/km² (wśród 1842 gmin Regionu Centralnego Méry-sur-Cher plasuje się na 604. miejscu pod względem liczby ludności, natomiast pod względem powierzchni na miejscu 636.).